# Alexis de Castillon

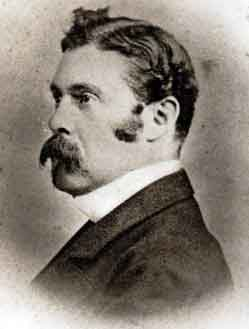
Alexis de Castillon

Marie-Alexis Castillon de Saint-Victor (* 13. Dezember 1838 in Chartres; † 5. März 1873 in Paris) war ein französischer Komponist.

## Leben und Wirken
Alexis de Castillon genoss eine umfangreiche musikalische Ausbildung, so unter anderem Klavierunterricht bei dem Komponisten und Pianisten Charles Delioux de Savignac (1825–1915), der damals auch Albéric Magnard unterrichtete. So spielte Alexis de Castillon bald die Orgel in der örtlichen Kapelle. Die Familientradition verlangte von ihm 1856 die Ausbildung in der Militärakademie Saint-Cyr. Er wurde Unterleutnant im 10. Regiment der Kürassiere und Lanzierer von königlichem Rang. Dort besuchte er auch den Cercle de l’Union artistique, welcher von Prinz Poniatowski im Mai 1860 gegründet worden war. 1861, nach der Ausbildung in der Akademie, nahm Alexis de Castillon wieder Unterricht, diesmal bei Victor Massé (1822–1884). Auf Anraten seines Freundes Henri Duparc (1848–1933) wechselte er 1869 zu César Franck. Er vernichtete seine gesamten Werke und begann unter Francks Leitung mit der Komposition eines Klavierquintetts, seines neuen Opus 1.
1870 musste er für ein Jahr in den Deutsch-Französischen Krieg, so kämpfte er auch in der Schlacht bei Le Mans. Krank und geschwächt fand er 1871 schließlich zurück zum Komponieren.
Joël-Marie Fauquet stellte die formalistische Tendenz der Kompositionen dar, welche sich durch die Originalität, die besonders in der Violinsonate op. 6 und dem Klavierquartett op. 7 erkennbar sei, auszeichneten. Die Klavierwerke, beispielsweise Cinq Pièces dans le style ancien op. 9, weisen teilweise eine archaische Gestaltung auf. Im Februar 1871 gründeten Romain Bussine, Camille Saint-Saëns und Henri Duparc die Société Nationale de Musique. Alexis de Castillon wurde der erste Sekretär. Die Uraufführung seines Camille Saint-Saëns gewidmeten Klavierkonzertes bei den Pasdeloup-Konzerten 1872 wurde vom Publikum höhnisch verlacht.
Im Herbst 1873 erkrankte Alexis de Castillon erneut und erholte sich nicht mehr. Er starb am 5. März in seiner Pariser Wohnung in der Rue Bayard. Zu seiner Beisetzung in Saint-Pierre-de-Chaillot spielte Camille Saint-Saëns Improvisationen über das zweite Thema aus Castillons Klavierkonzert.

## Werke
- 1863–64 Quintette pour piano, 2 violons, alto et violoncelle (Quintett für Klavier, 2 Violinen, Viola und Violoncello) op. 1
- ca. 1865 Cinq airs de danse pour orchestre
- ca. 1865 Fugues dans le style libre (Fugen im freien Stil) op. 2
- 1865 Première symphonie (Erste Sinfonie)
- ca. 1865 Premier Trio pour piano, violon et violoncelle (Klaviertrio Nr. 1) op. 4
- ca. 1867 Première Suite pour piano (Erste Klaviersuite) op. 5
- vor 1867 Premier Quatuor à cordes (Streichquartett Nr. 1) op. 3 Nr. 1
- ca. 1868 Cinq Pièces dans le style ancien (Fünf Stücke im alten Stil) op. 9
- vor 1868 Deuxième Quatuor à cordes (Streichquartett Nr. 2) op. 3 Nr. 2
- 1868 Sonate pour piano et violon (Sonate für Klavier und Violine) op. 6
- 1868–73 Six Poésies d’Armand Silvestre (Sechs Gedichte von Armand Silvestre) op. 8
- ca. 1869 Deuxième Suite pour piano (Zweite Klaviersuite) op. 10
- 1869 Quatuor pour piano, violon, alto, et violoncelle (Quartett für Klavier, Violine, Viola und Violoncello) op. 7
- ca. 1869 Six Valses humoristiques (Sechs humoristische Walzer) op. 11
- 1871 Concerto pour piano et orchestre (Konzert für Klavier und Orchester) op. 12
- 1871 Torquato Tasso
- 1872 Esquisses symphoniques (Sinfonische Skizzen) op. 15
- 1872 Messe
- 1872 Orchestration de l’Impromptu en do mineur de Franz Schubert (Orchestrierung des Impromptus c-moll von Franz Schubert)
- 1872–73 Deuxième trio pour piano, violon et violoncelle (Klaviertrio Nr. 2) op. 17
- 1872–73 Pensées fugitives pour piano